# Alouis Diriken
Alouis Diriken (1 april 2004) is een Belgisch voetballer die onder contract ligt bij STVV.

## Carrière
Diriken begon z'n jeugdopleiding bij Torpedo Hasselt. Via Lommel SK, KVC Westerlo en KV Mechelen belandde hij in 2019 bij STVV, waar hij in mei 2021 z'n eerste profcontract ondertekende. In het voorjaar van 2023 werd de optie in het contract van Diriken gelicht.
Tijdens de voorbereiding op het seizoen 2023/24 mocht Diriken geregeld meespelen van trainer Thorsten Fink. Een officieel debuut voor het eerste elftal van de club zat er dat seizoen weliswaar nog niet in. In mei 2024 ondertekende hij wel een nieuw meerjarig profcontract bij STVV.
Op 27 juli 2024 maakte Diriken z'n officiële debuut voor het eerste elftal van STVV: op de openingsspeeldag van de Jupiler Pro League kreeg hij tegen RSC Anderlecht een basisplaats van trainer Christian Lattanzio.

## Clubstatistieken
| Seizoen         | Club            | Land            | Competitie      | Competitie | Competitie | Beker | Beker | Supercup | Supercup | Europees | Europees | Totaal | Totaal |
| Seizoen         | Club            | Land            | Competitie      | Wed.       | Dlp.       | Wed.  | Dlp.  | Wed.     | Dlp.     | Wed.     | Dlp.     | Wed.   | Dlp.   |
| --------------- | --------------- | --------------- | --------------- | ---------- | ---------- | ----- | ----- | -------- | -------- | -------- | -------- | ------ | ------ |
| 2024/25         | STVV            | Vlag van België | Eerste klasse A | 1          | 0          | 0     | 0     | —        | —        | —        | —        | 1      | 0      |
| Carrière totaal | Carrière totaal | Carrière totaal | Carrière totaal | 1          | 0          | 0     | 0     | 0        | 0        | 0        | 0        | 1      | 0      |

Bijgewerkt op 28 juli 2024.